# Llandygai
Llandygai est un village et une communauté du Gwynedd, au pays de Galles.

## Géographie
Llandygai est situé dans le nord du Gwynedd, dans la vallée de l'Ogwen (en), à 3 km à l'est de la ville de Bangor.
La communauté de Llandygai comprend aussi les villages et hameaux de Mynydd Llandygai (en) et Tregarth (en).

## Démographie
Au recensement de 2011, la communauté de Llandygai comptait 2 487 habitants.